# Премія «Сезар» за найкращу операторську роботу
Премія «Сезар» за найкращу операторську роботу (фр. César de la meilleure photographie) вручається щорічно  французькою Академією мистецтв та технологій кінематографа, починаючи з першої церемонії у 1976 році.

## Список лауреатів та номінантів
Лауреатів виділено окремим кольором.

### 1976—1980
| Церемонія  | Оператор                        | Фільм                                                 |
| ---------- | ------------------------------- | ----------------------------------------------------- |
| 1-а (1976) | • Свен Нюквіст                  | «Чорний місяць»                                       |
| 1-а (1976) | • П'єр Ломм                     | «Плоть орхідеї» (La Chair de l'orchidée)              |
| 1-а (1976) | • П'єр Ломм                     | «Дикун»                                               |
| 1-а (1976) | • Етьєн Беккер (Étienne Becker) | «Стара рушниця»                                       |
| 2-а (1977) | • Бруно Нюйттен                 | «Бароко»                                              |
| 2-а (1977) | • Бруно Нюйттен                 | «Найкращий спосіб маршування»                         |
| 2-а (1977) | • Клод Ренуар                   | «Доктор Франсуаза Гайян» (Docteur Françoise Gailland) |
| 2-а (1977) | • Етьєн Беккер (Étienne Becker) | «Іграшка»                                             |
| 2-а (1977) | • Джеррі Фішер (Gerry Fisher)   | «Мосьє Кляйн»                                         |
| 2-а (1977) | • Етьєн Беккер                  | Поліцейський пістолет «Пітон 357»                     |
| 2-а (1977) | • Клод Ренуар                   | «Вірна жінка» (Une femme fidèle)                      |
| 3-я (1978) | • Рауль Кутар                   | «Краб-барабанщик»                                     |
| 3-я (1978) | • П'єр Ломм                     | «Скажіть їй, що я її люблю»                           |
| 3-я (1978) | • Андреас Віндінг               | «Обвинувач» (L'Imprécateur (film))                    |
| 3-я (1978) | • Рікардо Аронович              | «Провидіння»                                          |
| 4-а (1979) | • Бернар Зіцерманн              | «Мольєр» (Molière (film, 1978))                       |
| 4-а (1979) | • Нестор Альмендрос             | «Зелена кімната»                                      |
| 4-а (1979) | • П'єр Ломм                     | «Жюдіт Терпов» (Judith Therpauve)                     |
| 4-а (1979) | • Жан Боффеті (Jean Boffety)    | «Проста історія»                                      |
| 5-а (1980) | • Ґіслен Клоке                  | «Тесс»                                                |
| 5-а (1980) | • Жан Пензер                    | «Холодні закуски»                                     |
| 5-а (1980) | • Бруно Нюйттен                 | «Сестри Бронте»                                       |
| 5-а (1980) | • Нестор Альмендрос             | «Парсіфаль Галльский» (Perceval le Gallois (film))    |

### 1981—1990
| Церемонія   | Оператор                           | Фільм                                              |
| ----------- | ---------------------------------- | -------------------------------------------------- |
| 6-а (1981)  | • Нестор Альмендрос                | «Останнє метро»                                    |
| 6-а (1981)  | • Бернар Зіцерманн                 | «Банкірша»                                         |
| 6-а (1981)  | • П'єр-Вільям Гленн                | «Прямий репортаж про смерть»                       |
| 6-а (1981)  | • Саша Верні                       | «Мій американський дядечко»                        |
| 7-а (1982)  | • Філіпп Руссело                   | «Діва»                                             |
| 7-а (1982)  | • Бруно Нюйттен                    | «Під попереднім слідством»                         |
| 7-а (1982)  | • Клод Аґостіні (фр.)              | «Боротьба за вогонь»                               |
| 7-а (1982)  | • Жан Пензер                       | «Мальвіль»                                         |
| 8-я (1983)  | • Анрі Алекан                      | «Форель» (La Truite (film))                        |
| 8-я (1983)  | • Едмон Рішар                      | «Знедолені»                                        |
| 8-я (1983)  | • Рауль Кутар                      | «Пристрасть»                                       |
| 8-я (1983)  | • Жан Пензер                       | «Кімната у місті» (Une chambre en ville)           |
| 9-а (1984)  | • Бруно Нюйттен                    | «Чао, блазень»                                     |
| 9-а (1984)  | • Філіпп Руссело                   | «Місяць у стічній канаві»                          |
| 9-а (1984)  | • Рікардо Аронович                 | «Бал»                                              |
| 9-а (1984)  | • П'єр Ломм                        | «Смертельна поїздка» (Mortelle Randonnée (film))   |
| 10-а (1985) | • Бруно де Кейзер                  | «Неділя за містом»                                 |
| 10-а (1985) | • Саша Верні                       | «Кохання до смерті» (L'Amour à mort)               |
| 10-а (1985) | • Паскуаліно Де Сантіс             | «Кармен»                                           |
| 10-а (1985) | • Бруно Нюйттен                    | «Форт Саган»                                       |
| 11-а (1986) | • Жан Пензер                       | «Помирають лише двічі» (On ne meurt que deux fois) |
| 11-а (1986) | • Паскуаліно Де Сантіс             | «Гарем»                                            |
| 11-а (1986) | • Ренато Берта                     | «Побачення» (Rendez-vous (film, 1985))             |
| 11-а (1986) | • Карло Варіні (Carlo Varini)      | «Підземка»                                         |
| 12-а (1987) | • Філіпп Руссело                   | «Тереза»                                           |
| 12-а (1987) | • Бруно Нюйттен                    | «Жан де Флоретт»                                   |
| 12-а (1987) | • Жан-Ів Ескоф'є                   | «Погана кров»                                      |
| 12-а (1987) | • Шарль Ван Дамм (фр.)             | «Мелодрама»                                        |
| 13-а (1988) | • Ренато Берта                     | «До побачення, діти»                               |
| 13-а (1988) | • Патрік Блосьє (Patrick Blossier) | «Міс Мона» (Miss Mona)                             |
| 13-а (1988) | • Віллі Курант                     | «Під сонцем Сатани»                                |
| 14-а (1989) | • П'єр Ломм                        | «Каміла Клодель»                                   |
| 14-а (1989) | • Філіпп Руссело                   | «Ведмідь»                                          |
| 14-а (1989) | • Карло Варіні (Carlo Varini)      | «Блакитна безодня»                                 |
| 15-а (1990) | • Ів Анжело                        | «Індійський ноктюрн» (Nocturne indien (film))      |
| 15-а (1990) | • Філіпп Руссело                   | «Занадто красива для тебе»                         |
| 15-а (1990) | • Бруно де Кейзер                  | «Життя і нічого більшого»                          |

### 1991—2000
| Церемонія   | Оператор(и)                                                                             | Фільм                                      |
| ----------- | --------------------------------------------------------------------------------------- | ------------------------------------------ |
| 16-я (1991) | • П'єр Ломм                                                                             | «Сірано де Бержерак»                       |
| 16-я (1991) | • Едуарду Серра                                                                         | «Чоловік перукарки»                        |
| 16-я (1991) | • Тьєррі Арбоґаст                                                                       | «Нікіта»                                   |
| 17-а (1992) | • Ів Анжело                                                                             | «Усі ранки світу»                          |
| 17-а (1992) | • Даріус Хонджі                                                                         | «Делікатеси»                               |
| 17-а (1992) | • Жиль Анрі (фр.) та Еммануель Машюель                                                  | «Ван Гог»                                  |
| 18-а (1993) | • Франсуа Катонне                                                                       | «Індокитай»                                |
| 18-а (1993) | • Ів Анжело                                                                             | «Акомпаніаторка» (L'Accompagnatrice)       |
| 18-а (1993) | • Робер Фресс (Robert Fraisse)                                                          | «Коханець»                                 |
| 18-а (1993) | • Ів Анжело                                                                             | «Крижане серце»                            |
| 19-а (1994) | • Ів Анжело                                                                             | «Жерміналь»                                |
| 19-а (1994) | • Славомир Ідзяк                                                                        | «Три кольори: Синій»                       |
| 19-а (1994) | • Ренато Берта                                                                          | «Палити/Не палити»                         |
| 20-а (1995) | • Філіпп Руссело                                                                        | «Королева Марго»                           |
| 20-а (1995) | • Бернар Лютік                                                                          | «Полковник Шабер»                          |
| 20-а (1995) | • Тьєррі Арбоґаст                                                                       | «Леон»                                     |
| 21-а (1996) | • Тьєррі Арбоґаст                                                                       | «Гусар на даху»                            |
| 21-а (1996) | • Даріус Хонджі                                                                         | «Місто втрачених дітей»                    |
| 21-а (1996) | • П'єр Айм (Pierre Aïm)                                                                 | «Ненависть»                                |
| 22-а (1997) | • Тьєррі Машадо (фр.), Клод Нурідзані, Марі Перену (Marie Pérennou) та Г'ю Ріффел (фр.) | «Мікрокосмос»                              |
| 22-а (1997) | • Жан-Марі Дрюжо (Jean-Marie Dreujou)                                                   | «Капризи річки» (Les Caprices d'un fleuve) |
| 22-а (1997) | • Тьєррі Арбоґаст                                                                       | «Насмішка»                                 |
| 23-я (1998) | • Тьєррі Арбоґаст                                                                       | «П'ятий елемент»                           |
| 23-я (1998) | • Бенуа Дельомм                                                                         | «Артемізія»                                |
| 23-я (1998) | • Жан-Франсуа Робін (Jean-François Robin)                                               | «До бою» (Le Bossu (film, 1997))           |
| 24-а (1999) | • Ерік Готьє                                                                            | «Ті, хто мене любить, поїдуть потягом»     |
| 24-а (1999) | • Аньєс Годар                                                                           | «Уявне життя ангелів»                      |
| 24-а (1999) | • Лоран Даян (Laurent Dailland)                                                         | «Вандомська площа»                         |
| 25-а (2000) | • Ерік Гішар (Éric Guichard), Жан-Поль Мерісс (фр.)                                     | «Гімалаї»                                  |
| 25-а (2000) | • Тьєррі Арбоґаст                                                                       | «Жанна д'Арк»                              |
| 25-а (2000) | • Жан-Марі Дрюжо (Jean-Marie Dreujou)                                                   | «Дівчина на мосту»                         |

### 2001—2010
| Церемонія   | Оператор                                                   | Фільм(и)                                         |
| ----------- | ---------------------------------------------------------- | ------------------------------------------------ |
| 26-а (2001) | • Аньєс Годар                                              | «Красива робота»                                 |
| 26-а (2001) | • Ерік Готьє                                               | «Сентиментальні долі»                            |
| 26-а (2001) | • Тьєррі Арбоґаст                                          | «Багряні ріки»                                   |
| 27-а (2002) | • Тецуо Наґата                                             | «Палата для офіцерів »                           |
| 27-а (2002) | • Бруно Дельбоннель                                        | «Амелі»                                          |
| 27-а (2002) | • Матьє Вадп'є (Mathieu Vadepied)                          | «Читай по губах»                                 |
| 28-а (2003) | • Павел Едельман                                           | «Піаніст»                                        |
| 28-а (2003) | • Жанна Лапуарі                                            | «8 жінок»                                        |
| 28-а (2003) | • Патрік Блосьє (Patrick Blossier)                         | «Амінь»                                          |
| 29-а (2004) | • Тьєррі Арбоґаст                                          | «Бон вояж!»                                      |
| 29-а (2004) | • Аньєс Годар                                              | «Заблудні»                                       |
| 29-а (2004) | • П'єр Айм (Pierre Aïm)                                    | «Мосьє N.» (Monsieur N.)                         |
| 30-а (2005) | • Бруно Дельбоннель                                        | «Довгі заручини»                                 |
| 30-а (2005) | • Ерік Готьє                                               | «Очищення» (Clean (film))                        |
| 30-а (2005) | • Жан-Марі Дрюжо (Jean-Marie Dreujou)                      | «Два брата»                                      |
| 31-а (2006) | • Стефан Фонтен                                            | «І моє серце завмерло»                           |
| 31-а (2006) | • Вільям Любчанський                                       | «Постійні коханці»                               |
| 31-а (2006) | • Ерік Готьє                                               | «Габріель»                                       |
| 32-а (2007) | • Жульєн Ірш                                               | «Леді Чаттерлей»                                 |
| 32-а (2007) | • Ерік Готьє                                               | «Серця»                                          |
| 32-а (2007) | • Патрік Блосьє (Patrick Blossier)                         | «Патріоти»                                       |
| 32-а (2007) | • Крістоф Оффенштейн                                       | «Не кажи нікому»                                 |
| 32-а (2007) | • Гійом Шифман                                             | «Агент 117: Каїр — шпигунське гніздо»            |
| 33-я (2008) | • Тецуо Наґата                                             | «Життя у рожевому кольорі»                       |
| 33-я (2008) | • Ів Анжело                                                | «Друге дихання»                                  |
| 33-я (2008) | • Джованні Фьоре Кольтеллаччі (Giovanni Fiore Coltellacci) | «Близькі вороги»                                 |
| 33-я (2008) | • Януш Камінський                                          | «Скафандр і метелик»                             |
| 33-я (2008) | • Жерар де Баттіста (Gérard de Battista)                   | «Сімейна таємниця»                               |
| 34-а (2009) | • Лорен Брюне (Laurent Brunet)                             | «Серафіна з Санліса»                             |
| 34-а (2009) | • Том Стерн (Tom Stern (cinematographer))                  | «Париж! Париж!»                                  |
| 34-а (2009) | • Аньєс Годар                                              | «Дім»                                            |
| 34-а (2009) | • Роберт Ганц                                              | «Ворог держави № 1», «Ворог держави №1: Легенда» |
| 34-а (2009) | • Ерік Готьє                                               | «Різдвяна казка»                                 |
| 35-а (2010) | • Стефан Фонтен                                            | «Пророк»                                         |
| 35-а (2010) | • Глінн Спекарт (Glynn Speeckaert)                         | «Спочатку»                                       |
| 35-а (2010) | • Крістоф Бокарн                                           | «Коко до Шанель»                                 |
| 35-а (2010) | • Ерік Готьє                                               | «Дикі трави» (Les Herbes folles)                 |
| 35-а (2010) | • Лоран Даян (Laurent Dailland)                            | «Ласкаво просимо»                                |

### 2011—2019
| Церемонія   | Оператор                          | Фільм                                            |
| ----------- | --------------------------------- | ------------------------------------------------ |
| 36-я (2011) | • Кароліна Шампетьє               | «Про людей і богів»                              |
| 36-я (2011) | • Крістоф Бокарн                  | «Турне»                                          |
| 36-я (2011) | • Павел Едельман                  | «Примара»                                        |
| 36-я (2011) | • Бруно де Кейзер                 | «Принцеса де Монпансьє»                          |
| 36-я (2011) | • Гійом Шифман                    | «Генсбур. Герой і хуліган»                       |
| 37-а (2012) | • Гійом Шифман                    | «Артист»                                         |
| 37-а (2012) | • П'єр Айм (Pierre Aïm)           | «Паліція»                                        |
| 37-а (2012) | • Жозі Дешайє                     | «Будинок терпимості»                             |
| 37-а (2012) | • Жульєн Ірш                      | «Управління державою»                            |
| 37-а (2012) | • Матьє Вадп'є (Mathieu Vadepied) | «1+1»                                            |
| 38-я (2013) | • Ромен Віндінг                   | «Прощавай, моя королево»                         |
| 38-я (2013) | • Даріус Хонджі                   | «Кохання»                                        |
| 38-я (2013) | • Стефан Фонтен                   | «Іржа та кістка»                                 |
| 38-я (2013) | • Кароліна Шампетьє               | «Корпорація „Святі мотори“»                      |
| 38-я (2013) | • Гійом Шифман                    | «Кохання на кінчиках пальців» (Populaire (film)) |
| 39-я (2014) | • Томас Гардмеєр                  | «Неймовірна подорож містера Співета»             |
| 39-я (2014) | • Клер Матон (Claire Mathon)      | «Незнайомець на озері»                           |
| 39-я (2014) | • Жанна Лапуарі                   | «Міхаель Кольхаас»                               |
| 39-я (2014) | • Марк Лі Пінбін                  | «Ренуар. Останнє кохання»                        |
| 39-я (2014) | • Софіан Ель Фані                 | «Життя Адель»                                    |
| 40-я (2015) | • Софіан Ель Фані                 | «Тімбукту»                                       |
| 40-я (2015) | • Крістоф Бокарн                  | «Красуня і чудовисько»                           |
| 40-я (2015) | • Жозі Дешайє                     | «Святий Лоран. Страсті великого кутюр'є»         |
| 40-я (2015) | • Йорік Ле Со (фр.)               | «Зільс-Марія»                                    |
| 40-я (2015) | • Томас Гардмеєр                  | «Ів Сен-Лоран»                                   |
| 41-а (2016) | • Крістоф Оффенштейн              | «Долина любові»                                  |
| 41-а (2016) | • Епонін Момансо                  | «Діпан»                                          |
| 41-а (2016) | • Глінн Спекарт                   | «Маргарита»                                      |
| 41-а (2016) | • Давид Шизалле                   | «Мустанг»                                        |
| 41-а (2016) | • Ірина Любчанськи                | «Три спогади моєї юності»                        |
| 42-а (2017) | • Паскаль Марті                   | «Франц»                                          |
| 42-а (2017) | • Крістоф Бокарн                  | «Ілюзія кохання»                                 |
| 42-а (2017) | • Гійом Дефонтен                  | «Моя краля»                                      |
| 42-а (2017) | • Стефан Фонтен                   | «Вона»                                           |
| 42-а (2017) | • Кароліна Шампетьє               | «Невинні»                                        |
| 43-я (2018) | • Венсан Матіас                   | «До побачення там, нагорі»                       |
| 43-я (2018) | • Крістоф Бокарн                  | «Барбара»                                        |
| 43-я (2018) | • Жанна Лапуарі                   | «120 ударів на хвилину»                          |
| 43-я (2018) | • Кароліна Шампетьє               | «Берегині»                                       |
| 43-я (2018) | • Гійом Шифман                    | «Молодий Годар»                                  |
| 44-а (2019) | • Бенуа Дебі                      | «Брати Сістерс»                                  |
| 44-а (2019) | • Лоран Десме                     | «Мадемуазель де Жонк'єр»                         |
| 44-а (2019) | • Наталі Дюран                    | «Опіка»                                          |
| 44-а (2019) | • Алексіс Кавіршин                | «Біль»                                           |
| 44-а (2019) | • Лорен Тангі                     | «Щасливі невдахи»                                |